# Богомягкова, Татьяна Сергеевна
Татьяна Сергеевна Богомягкова (род. 4 июля 1972, Пермь) — российская дзюдоистка полусредней весовой категории, выступала за сборную России на всём протяжении 1990-х годов. Участница летних Олимпийских игр в Атланте, чемпионка клубного Кубка Европы, победительница этапа Кубка мира, призёр многих турниров национального и международного значения. На соревнованиях представляла ЦСКА и Пермскую область, Мастер спорта России международного класса.

## Ранние годы
Татьяна Богомягкова родилась 4 июля 1972 года в Перми. Спортом увлекалась с раннего детства, пробовала себя в лёгкой атлетике и бадминтоне. 
В 1983 году начала активно заниматься дзюдо в группе под руководством заслуженного тренера России Марата Шамилевича Бибарцева.

## Образование
После окончания школы, поступила в  училище № 27. Получила специальности: контролер ОТК и тренер-преподаватель.

## Юниорская карьера
Впервые заявила о себе в 1986 году, одержав победу на чемпионате СССР среди юниоров, в последующие годы неоднократно побеждала на различных всесоюзных юниорских турнирах по дзюдо.
В 1987 году выполнила норматив мастера спорта. 
В 1989 году выполнила норматив мастера спорта России международного класса. 
| Год  | Чемпионат                       | Место | Место проведения |
| ---- | ------------------------------- | ----- | ---------------- |
| 1988 | Международный турнир            | 2     | Польша           |
| 1988 | Первенство Европы среди юниоров | 2     | Вена             |
| 1989 | Первенство Европы среди юниоров | 1     | Афины            |
| 1990 | Международный кадетский турнир  | 1     | Германия         |
| 1990 | Юниорский чемпионат Мира        | 3     | Франция          |
| 1991 | Первенстве Мира                 | 3     |                  |

## Взрослая карьера

### Статистика выступлений
| Год  | Чемпионат                                               | Место | Место проведения |
| ---- | ------------------------------------------------------- | ----- | ---------------- |
| 1992 | Первенство СНГ                                          | 1     |                  |
| 1992 | Турнир класса «А»                                       | 2     | София            |
| 1992 | Командный чемпионат Европы                              | 3     | Леондинг         |
| 1994 | Чемпионат России                                        | 2     | Красноярск       |
| 1995 | Чемпионат России                                        | 1     | Рязань           |
| 1995 | Международный турнир                                    | 2     | Израиль          |
| 1995 | Международный турнир                                    | 3     | Москва           |
| 1995 | Командный чемпионат мира среди военнослужащих (за ЦСКА) | 1     | Италия           |
| 1996 | Этап Кубка мира                                         | 1     | Варшава          |
| 1996 | Этап Кубка мира                                         | 3     | Москва           |
| 1996 | Олимпийские игры                                        |       | Атланта          |
| 1996 | Клубный Кубок Европы (за «Пермские медведи»)            | 1     | Франция          |
| 1996 | Чемпионат России                                        | 3     | Москва           |

### Описание
Перешла из молодёжной в женскую сборную под руководством тренера Владимира Григорьевича Чащина.
В 1993 г её пригласили выступать за ЦСКА.
В 1996 году в составе сборной России по дзюдо на Олимпийские игры в Атланте — в стартовом поединке победила предыдущую олимпийскую чемпионку из Франции Катрин Флёри-Вашон, однако при этом травмировала кисть и второй поединок провела неудачно, проиграв японке Юко Эмото, которая в итоге и стала победительницей олимпийского турнира. В утешительных встречах за третье место так же не имела успеха, потерпела поражение от представительницы Израиля Яэль Арад.
В январе 1997 года на Московском турнире получает серьезную травму колена, после чего пришлось сделать операцию. 
Последний раз показала сколько-нибудь значимые результаты на международной арене в сезоне 1998 года, когда дошла до стадии четвертьфиналов на московском этапе мирового кубка. Вскоре по окончании этих соревнований из-за накопившихся травм приняла решение завершить карьеру профессиональной спортсменки. 
Впоследствии занималась тренерской деятельностью, работала менеджером в сети спортивных магазинов «Спарта». 

## Награды
- 1993 - Орден за заслуги перед Отечеством (за победу в составе ЦСКА на Чемпионате Мира среди военнослужащих)

## Личная жизнь
Родилась в семье рабочих. Есть две сестры и брат. 
В 2000 году у неё родилась дочь Варвара. 